# إيما أنيا
إيما أنيا (بالإنجليزية: Emma Ania) هي منافسة ألعاب القوى بريطانية، ولدت في 7 فبراير 1980 في لندن في المملكة المتحدة.

## وصلات خارجية
- إيما أنيا على موقع الاتحاد الدولي لألعاب القوى (الإنجليزية)
- إيما أنيا على موقع الاتحاد الإيطالي لألعاب القوى (الإيطالية)
- إيما أنيا على موقع اللجنة الأولمبية الدولية (الإنجليزية)
- إيما أنيا على موقع أوليمبيديا (الإنجليزية)
- إيما أنيا على موقع اتحاد ألعاب الكومنولث (مؤرشف) (الإنجليزية)